# Ущелье Аламасов (фильм)
«Ущелье Аламасов» — приключенческий художественный фильм о борьбе научной экспедиции с диверсантами. Экранизация одноимённого романа Михаила Розенфельда (1935).

## Сюжет
Древняя легенда предостерегала: горе тому, кто осмелится нарушить покой Аламасских гор.

Советско-монгольская экспедиция, возглавляемая профессором Джамбоном, направляется через пустыню в Аламасские горы (вымышленный горный массив) с целью исследования находящегося там легендарного ущелья и поиска предположительно существующего там же крупного месторождения нефти.
Кроме Джамбона и его ассистента молодого монгола Дындыпа, в составе экспедиции – несколько советских специалистов: зоолог Крылаткин, научный сотрудник Висковский, кинооператор, радистка. Это сыновья и дочери великой дружественной страны, которая помогла монгольскому народу освободиться от иноземных угнетателей и своих феодалов.
Однако вражеской разведке удаётся внедрить в группу шпиона, который наводит на экспедицию отряд бандитов, чтобы помешать тем пройти мёртвые пески Жёлтой пустыни. Но, благодаря помощи китайских партизан, нападение отражено, — и экспедиции удаётся найти нефть.

## В ролях
| Актёр                              | Роль                                            |
| ---------------------------------- | ----------------------------------------------- |
| Пётр Аржанов                       | директор нефтяной компании                      |
| Никита Батуханов (Батухаан Эрдэнэ) | начальник экспедиции профессор Джамбон          |
| Иван Коваль-Самборский             | научный сотрудник Висковский Вячеслав Антонович |
| Ли Ден Тен                         | вожак партизан Ван Дзи-лян                      |
| Александра Попова                  | радистка экспедиции Граня Стеблина              |
| Николай Мичурин                    | хозяин балагана                                 |
| Юлия Цай                           | актриса китайского балагана Ю Лан               |
| Даниил Сагал                       | ассистент профессора Дындып                     |
| Петр Савин                         | кинооператор экспедиции Андрей Светланов        |
| Николай Поплавский                 | зоолог Крылаткин                                |
| Борис Эрдман                       | Эпизод                                          |
| Владимир Уан-Зо-Ли                 | артист китайского балагана                      |
| Ир. Кан                            | проводник экспедиции                            |

## Съёмочная группа

Кадр из фильма «Ущелье Аламасов»

- Режиссёр: Владимир Шнейдеров
- Сценарий: Михаил Розенфельд
- Оператор: Александр Шеленков
- Художник: Иван Степанов
- Композитор: Зиновий Фельдман

## Интересные факты
- Планомерные геолого-разведочные работы на нефтяных месторождениях в Монголии начались с 1934 года, с помощью и участием специалистов из СССР. Первыми были выявлены два месторождения нефти на юге и на юге-востоке страны, с оценочными запасами 6,2 млн. тонн. До 1941 года в юго-восточной Монголии были проведены геологические съемки и важным результатом этих работ стало открытие поверхностных признаков нефтеносности в районе  города Дзунбаян, что привело впоследствии к открытию Дзунбаянского нефтяного месторождения в Восточной Гоби[2].